# Xiądz
Xiądz – ósmy minialbum polskiego zespołu black-deathmetalowego Behemoth. Wydawnictwo ukazało się 1 listopada 2014 roku na płycie winylowej nakładem wytwórni muzycznej New Aeon Musick. Na płycie znalazły się trzy utwory „Nieboga Czarny Xiądz” zarejestrowany w trakcie sesji albumu The Satanist (2014), „Towards the Dying Sun We March” zarejestrowany w trakcie sesji albumu Evangelion (2009) oraz nagrany ponownie „Moonspell Rites”, w oryginale wydany na minialbumie And the Forests Dream Eternally (1994). 10 grudnia 2014 roku Xiądz został wydany wraz z minialbumem Blow Your Trumpets Gabriel (2013) na płycie CD.

## Lista utworów
Opracowano na podstawie materiału źródłowego.
| Nr | Tytuł utworu                     | Słowa       | Muzyka      | Długość |
| -- | -------------------------------- | ----------- | ----------- | ------- |
| 1. | „Nieboga Czarny Xiądz”           | Adam Darski | Adam Darski | 6:05    |
| 2. | „Moonspell Rites”                | Adam Darski | Adam Darski | 7:02    |
| 3. | „Towards the Dying Sun We March” | Adam Darski | Adam Darski | 6:58    |
|    |                                  |             |             | 20:05   |

## Twórcy
Opracowano na podstawie materiału źródłowego.
| Zespół Behemoth w składzie - Adam "Nergal" Darski – wokal prowadzący, gitara rytmiczna, gitara prowadząca - Tomasz "Orion" Wróblewski – gitara basowa - Zbigniew "Inferno" Promiński – perkusja, instrumenty perkusyjne oraz - Patryk "Seth" Sztyber – gitara rytmiczna, gitara prowadząca |  | Prodkcja - Ted Jensen – mastering (1-3) - Daniel Bergstrand – produkcja (1, 2), realizacja nagrań (3) - Matt Hyde – miksowanie (1, 2) - Colin Richardson – miksowanie (1, 2) - Arkadiusz "Malta" Malczewski – inżynieria dźwięku (3) - Kuba Mańkowski – inżynieria dźwięku (3) - Jan Bryt – realizacja nagrań (3) - Wojciech Wiesławski – engineering, produkcja (1, 2), koprodukcja gitar (3) - Sławomir Wiesławski – inżynieria dźwięku, produkcja (1, 2), koprodukcja gitar (3) - Denis Forkas – okładka, oprawa graficzna |

## Wydania
| Rok  | Nr katalogowy | Format                     | Wydawca         | Region | Źródło |
| ---- | ------------- | -------------------------- | --------------- | ------ | ------ |
| 2014 | AEON002       | 12", EP, Ltd, Num          | New Aeon Musick | Polska | [ 5 ]  |
| 2014 | AEON002       | 12", EP, Ltd, Num, Black   | New Aeon Musick | Polska | [ 5 ]  |
| 2014 | AEON002       | 12", EP, Ltd, Num, Gold    | New Aeon Musick | Polska | [ 5 ]  |
| 2014 | AEON002       | 12", EP, Ltd, Picture Disc | New Aeon Musick | Polska | [ 5 ]  |